# Танагра бразильська
Тана́гра бразильська (Stilpnia peruviana) — вид горобцеподібних птахів родини саякових (Thraupidae). Ендемік Бразилії. Видова назва S. peruviana була надана помилково.

## Опис
Довжина птаха становить 14,5 см. Нижня частина тіла бірюзово-блакитна, гузка світло-рудувато-коричнева. У самців голова каштанова, спина чорна, надхвістя і покривні пера крил жовтувато-охристі, крила темні з зеленуватими краями. Самиці мають менш яскраве, більш зеленувате забарвлення, покривні пера крил у них тьмяно-зелені.

## Поширення і екологія
Бразильські танагри мешкають на південному сході Бразилії, в штатах Сан-Паулу, Парана, Санта-Катарина і Ріу-Гранді-ду-Сул. Взимку, з квітня по вересень, іноді трапляються також в Еспіріту-Санту і Ріо-де-Жанейро. Бразильські танагри живуть в сухих прибережних атлантичних лісах, що ростуть на піщаних ґрунтах, а також у сухих і вологих чагарникових заростях, в садах і на плантаціях. Живляться переважно плодами, що становлять 67% їх раціону, а також комахами і павуками.

## Збереження
МСОП класифікує цей вид як вразливий. За оцінками дослідників, популяція бразильських танагр становить від 3500 до 15000 птахів. Їм загрожує знищення природного середовища.